# Pupečník (rod)
Pupečník (Hydrocotyle) je rod vlhkomilných rostlin rozdělený do asi 130 druhů. Rod byl v minulosti řazen mezi rostliny miříkovité, později do samostatné čeledě Hydrocotylaceae a nyní je součásti čeledě aralkovitých.
Tyto byliny jsou rozšířeny téměř celosvětově, rostou v tropických i mírných klimatických pásmech, od nížin až po horské oblasti. V České republice vzácně roste jediný druh, pupečník obecný, který je považován za ohrožený.

## Ekologie
Pupečníky se vyskytují na průběžně vlhké až bahnité půdě, která bývá i dlouhodobě zaplavována vodou. Ke kvetení a vytvoření semen však musí být květy vynořeny nad hladinu. Rostliny obvykle rostou ve velkých koloniích na březích vodních nádrží, kanálů i pomalu tekoucích potoků a řek.

## Popis
Jednoleté, dvouleté nebo vytrvalé byliny s oddenky a poléhavými lodyhami. Z uzlin lodyh rostou směrem vzhůru řapíky listů i stopky květenství a směrem dolů adventní kořeny. Lodyžní listy s volnými pochvami mají dlouhé řapíky, které obvykle přirůstají uprostřed spodní strany štítové čepele. Okrouhlé listové čepele jsou celokrajné či dělené do tří až pěti laloků a po obvodě bývají celistvé, zoubkované či pilovité.
Květy jsou bílé, nazelenalé nebo žluté a bývají agregovány v krátkých okoličnatých květenstvích rostoucích z paždí listů. Drobné, pětičetné květy s krátkými stopkami mohou vyrůstat na vřetenu květenství v několika přeslenech nebo nahloučeně na jeho vrcholu. Květy jsou nejčastěji oboupohlavné, někdy též dvoudomé. Kalich je většinou zakrnělý nebo úplně chybí, koruna je tvořena pěti vejčitými lístky. V květu je pět tyčinek s prašníky a dvoudílný spodní semeník nesoucí dvě, částečně srostlé čnělky. Květy se obvykle opylují samosprašně. Plodem je příčně zploštělá dvounažka s pěti žebry, která obsahuje semena s endospermem.

## Význam
Rostliny toho rodu se někdy vysazují jako půdokryvné na zakrytí nevzhledných míst na vlhkých a bahnitých plochách, nebo se užívají jako nenáročné vodní rostliny v domácích akváriích a zahradních jezírkách. Jejich hustý porost často slouží jako bezpečný úkryt mladým vodním živočichům.
Pupečníky se rozmnožují semeny, která může roznášet voda nebo se lepí na peří vodních ptáků. Dobře se také rozšiřují úlomky oddenků nebo lodyh. Rostliny jsou schopné rychle zarůst vymezenou plochu a dále se za příhodných podmínek chovají jako invazní.

## Taxonomie
Rod je v širokém druhovém spektru rozšířen hlavně mimo Evropu, kde vyrůstá pouze v těchto šesti druzích:
- Hydrocotyle bonariensis Comm. ex Lam.
- Hydrocotyle moschata G. Forst.
- Hydrocotyle ranunculoides L. f.
- Hydrocotyle sibthorpioides Lam.
- Hydrocotyle verticillata Thunb.
- Hydrocotyle vulgaris L.[1][2][3][4][5]